# Берлинблау, Александр Генрихович
Александр Генрихович Берлинблау (1911 — 2011) — советский инженер-авиастроитель.

## Биография
Родился 31 января (13 февраля) 1911 года в Одессе в семье бердичевского мещанина Гейнаха Шмулевича Беринблу (1873—?) и Ревекки Абрамовны Могилевской (1881—?), заключивших брак там же 20 мая 1907 года. Выпускник кафедры «Подъёмно-транспортные машины и оборудование» МВТУ.
С начала 1930-х годов — инженер авиастроительных предприятий и КБ. Член ВКП(б).
В 1941—1945 годах в Куйбышеве налаживал работу эвакуированных из Москвы, Воронежа и Киева авиазаводов по выпуску штурмовиков Ил-2.
С мая по октябрь 1945 года находился в командировке в Германии, город Нордхаузен (руководитель группы). Цель поездки — изучение конструкций объектов производства ракет ФАУ-1, ФАУ-2.
В последующем работал в институте Гипроавиапром.
Умер 17 января 2011 года. Похоронен в Москве на Ваганьковском кладбище (участок № 60).

## Награды
- Сталинская премия третьей степени (1951) — за создание и внедрение нового оборудования в области механизации самолётостроения
- орден «Знак Почёта» (1945);
- медаль «За трудовую доблесть» (1944)
- медаль «За доблестный труд в Великой Отечественной войне 1941-1945 гг.» (1945)
- медаль «В память 800-летия Москвы» (1948)
- медаль «Ветеран труда» (1985);
- серебряная (1972) и золотая (1981) медали ВДНХ.